# Orchestre Philharmonique Royal de Liège
Das Orchestre Philharmonique Royal de Liège (OPRL) (niederländisch Koninklijk Filharmonisch Orkest van Luik; deutsch Königlich  Philharmonisches  Orchester Lüttich) ist ein belgisches Sinfonieorchester in Lüttich. Das  Orchester ist das einzige professionelle Symphonieorchester im französischsprachigen Landesteil Belgiens.

## Geschichte
Das Orchester wurde im Jahre 1960 von Fernand Quinet, dem damaligen Direktor des Musikkonservatoriums in Lüttich gegründet. Es trug zunächst den Namen Orchestre de Liège. Unter seinem langjährigen Chefdirigenten Pierre Bartholomée wurde es 1983 in Orchestre Philharmonique de Liège umbenannt. Seinen jetzigen Namen Orchestre Philharmonique Royal de Liège trägt es seit 2010.
Das Orchester erhält die Unterstützung der Föderation Wallonie-Brüssel, der Stadt Lüttich und der Provinz Lüttich. Die Konzerte finden im 1887 erbaute Philharmonischen Saal Lüttich statt, aber auch landesweit und bei großen Festivals Europas sowie in Japan und den USA. 2019 steht eine Japan-Tournee auf dem Programm und ein Gastspiel beim renommierten George-Enesco-Festival in Bukarest.

## Repertoire
Zu den Anliegen des Orchesters gehört vor allem die  Verbreitung  des  belgisch-französischen Repertoires, aber auch die Erkundung eines neuen Repertoires und Uraufführungen. Das Ensemble hat bisher mehr als 100 CDs veröffentlicht.  Zu  den  aktuellen  CD-Produktionen  zählen  eine  Aufnahme mit dem Sirba Orchestra! (DGG/Universal France), die  Fortsetzung  der  Gesamteinspielung  der  Symphonischen  Werke von Ottorino Respighi (BIS),  die Symphonischen Werke von Camille Saint-Saëns (BIS), Ernest Bloch und Edward Elgar (Dolce Vita), Eugène Ysaÿe  (Fuga Libera), César Franck  (Fuga  Libera,  Musique  en  Wallonie), Gabriel Dupont (Fuga  Libera), Klarinettenkonzerte mit Jean-Luc Votano (Fuga Libera) und Konzertante Werke von Philippe Boesmans (Cypres).
Seit fast zwanzig Jahren ist das Management bestrebt mit unterschiedlichsten Konzepten, wie der Music Factory, den Familienkonzerten (Les  Samedis en famille), Happy Hour!-Konzerten und OPRL+ neue Publikumskreise zu erreichen. Das gleiche Ziel wird mit den Reihen Alter Musik (mit Gastensembles), Weltmusik, der Fünf-Sterne-Klavier-Serie oder Orgelkonzerten verfolgt. Seit 2016 besteht eine enge Partnerschaft mit dem Fernsehsender Mezzo TV (für Europa, Asien, Kanada).

## Chefdirigenten
- 1960–1964: Fernand Quinet
- 1964–1967: Manuel Rosenthal
- 1967–1977: Paul Strauss
- 1977–1999: Pierre Bartholomée
- 2001–2006: Louis Langrée
- 2006–2009: Pascal Rophé
- 2009–2010: François-Xavier Roth
- 2011–2019: Christian Arming
- 2019–2025: Gergely Madaras
- 2025– : Lionel Bringuier